# Phẫu diện và điểm kiểu địa tầng ranh giới toàn cầu
Mặt cắt và điểm kiểu địa tầng ranh giới toàn cầu, hay Phẫu diện và điểm kiểu địa tầng ranh giới toàn cầu, viết tắt tiếng Anh là GSSP (Global Boundary Stratotype Section and Point) là điểm tham chiếu trên mặt cắt (phẫu diện) địa tầng điển hình được thừa nhận quốc tế, để xác định ranh giới dưới của một bậc địa tầng trên niên đại địa chất.
Nỗ lực xác định GSSP được tiến hành bởi Ủy ban Địa tầng Quốc tế ICS, một ủy ban thành viên của Liên hiệp Khoa học Địa chất Quốc tế IUGS. Hầu hết, nhưng không phải tất cả, GSSP dựa trên những thay đổi cổ sinh vật học. Do đó, GSSP thường được mô tả dưới dạng chuyển tiếp giữa các bậc sinh giới khác nhau, mặc dù nhiều bậc sinh giới hơn đã được mô tả so với GSSP. Nỗ lực xác định GSSP bắt đầu từ năm 1977. Tính đến năm 2020, trong số 104 bậc cần GSSP đã có 75 GSSP được phê chuẩn.

## Tuổi địa tầng tiêu chuẩn toàn cầu
Do việc xác định GSSP phụ thuộc vào việc tìm kiếm các mặt cắt địa chất được bảo tồn tốt và xác định các sự kiện chính, nhiệm vụ này trở nên khó khăn hơn khi sắp xếp truy ngược thời gian. Trước 630 Ma BP, các ranh giới trên thang thời gian địa chất được xác định đơn giản bằng cách tham chiếu đến các niên đại cố định, được gọi là "Tuổi địa tầng tiêu chuẩn toàn cầu", viết tắt tiếng Anh là GSSA (Global Standard Stratigraphic Age), chỉ dựa vào xác định niên đại tuyệt đối bằng phương pháp vật lý như từ địa tầng (Magnetostratigraphy), định tuổi bằng đồng vị phóng xạ, vv.